# 盜亦有道
是一部1990年的美国黑帮犯罪電影，由导演马丁·斯科塞斯所执导。剧本改编自美国作家尼古拉斯·派勒吉以真人真事为题材所撰写的1985年非虛構書籍《Wiseguy: Life in a Mafia Family》。电影叙述了美国历史上黑帮名人亨利·希尔與他的朋友在1955年至1980年期間的興衰史，生动而逼真地勾勒出黑道人物独特的生活形态和与众不同的价值观。

## 劇情介紹
影片在亨利·希爾（雷·李歐塔 飾）的自述中开始。亨利自幼便渴望加入黑帮，正如他自己所说，“在我有限的记忆中，我一直都渴望成为一个黑帮成员”（As far back as I can remember, I always wanted to be a gangster）。
亨利生长在20世纪50年代美国纽约市东的布鲁克林区，他很小时就开始注意到街口对面的美國黑手黨盧凱塞犯罪家族（Lucchese crime family）。这种关注逐渐地便发展为一种崇拜：小亨利开始渴望有朝一日自己也能成为该家族中的一员。1955年，小亨利正式退学并开始为家族在当地的一个聚点打杂。此后不久，经过其自身的不懈努力和家族首脑保利（保羅·索維諾 飾）及其合作伙伴吉米（勞勃·狄尼洛 飾）的赏识与栽培，小亨利逐步得到家族成员的信任，并迅速发展成为家族骨干。
60年代，成年后的亨利伙同其搭档托米（喬·派西 飾，因其出色表现获1990年奥斯卡最佳男配角奖），在吉米的组织下参与了多起数以亿计的美国爱德怀特机场（Idlewild Airport，如今的甘迺迪國際機場）盗窃抢劫案。1967年，他们串通该机场管理员密谋并成功盗取了法國航空公司所运载的50万美元现金。得手后，深谙黑帮之道的亨利与吉米又不断将所得部分赃款按一定的比例供奉给黑手党以示敬意，期望有朝一日能正式加入该组织并获其保护，以牟取更大的利益。
期间，正春风得意的亨利偶然结识了凱倫·傅利曼（罗林·布兰考 饰），在相互吸引下两人迅速坠入爱河。在凯伦的眼中，亨利出手阔绰，有钱有势。他们不需要预约和排长队便可自由出入高级夜总会并得到贵宾席；一次凯伦遭到邻居骚扰，亨利为其在光天化日之下大打出手，并让凯伦为其隐匿凶器。这一切都让凯伦对面前这个圆滑世故的年轻人所不解但却又为之着迷。可由于家族和宗教习惯，凯伦的家人极力阻止两人的关系，因为凯伦是出生自犹太家庭，而亨利却是一半爱尔兰裔、一半意大利裔。最终亨利欺骗凯伦父母说自己有一半的犹太血统，大费周折之后，两人才得以结为连理。
几年下来，亨利不断赢得Lucchese家族的厚爱和信任，他的挚友吉米和托米也不断膨胀而变得胆大妄为起来：对财富的贪婪使得吉米不再满足于他所钟爱的劫持货物所带来的“蝇头小利”；托米则变得更加暴戾，已经完全达到了杀人不眨眼的地步，并以此来向组织证明他的实力。
1970年6月，托米在酒吧在被刚出狱的甘比诺(Gambino)组织成员比利讥笑之后报复性地将其杀害。但为了不引起黑帮争斗，三人决定毁尸灭迹，把比利的尸首埋藏在村间一块废弃的地下。此后一切本该相安无事，可剧情却发生了极其戏剧性的变化：6个月后吉米收到消息，埋藏尸体的那块地皮居然被一个房屋开发商所买下并即将动土施工。为此三人不得不又大费周折地将比利尸骨重新挖出，并转移到其他地方。在这段被电影以黑色幽默的手法所处理的挖尸过程中，三人反应上的强烈反差也被刻画得入木三分：当亨利因为尸臭而狂吐不止的时候，托米和吉米满不在乎甚至还开起了玩笑，这也卓显了二人的冷血与狠辣。
而此刻亨利的婚姻也陷入瓶颈。身为人母的凯伦发现亨利居然在外包养了情妇，随即恼羞成怒地领着两个女儿跑到情妇所住的公寓大闹，甚至向保利和吉米哭诉她的悲惨遭遇并求助。然后电影中便出现了那个极其经典的镜头：凯伦坐在熟睡的丈夫身上，用手枪指着亨利的额头，等着他从梦中苏醒过来。当亨利睁开眼睛，发现自己妻子正悲伤而愤怒地用枪逼问自己是否还爱她时，亨利只得惶恐地安慰妻子道“我只爱你一个，凯伦”〔there's nobody but only you, Karen〕。可当凯伦刚刚稍微松懈把枪头放低时，亨利随即从床上跳起，一把抢过手枪并用其顶着凯伦的头疯狂地破口大骂，说他在外已经受够了这种被枪威胁的生活，之后忿忿离开。然后电影中插入了凯伦的内心独白：“事实上，无论他怎么伤害我，我却始终被他所吸引而无法自拔”〔The truth was, no matter how he hurt me, I still felt very attracted to him〕。这也显示了凯伦对亨利的那种无法割舍的病态的爱。
这期间电影也通过一件小事描述了托米的疯狂与暴戾。托米在酒吧里与众人玩牌时，口无遮拦地戏谑并人身攻击一位年轻的男招待。可当他被男招待近似不卑不亢的言语反击时，托米大失面子并要求招待“跳舞”向他赔罪，可之后又马上拔出枪向手无寸铁的男招待狂射，并将其脚骨射穿。但事情却并未结束，后来托米再次在该酒吧玩牌时，继续言语攻击脚缠绷带的招待员，因为该招待的“勇敢”使得托米再次拔枪，这次招待当场毙命。托米明显是在吉米的纵容下不断自我膨胀以致如此心狠手辣并喜怒无常的，这也使得亨利对这两位昔日“挚友”产生了厌恶和失望。
后来亨利和吉米向一个赌徒逼债，并将其带到动物园，恐吓说若不还债便将其扔入“狮山”中。此次行动虽然成功，但殊不知这个赌徒的姐姐竟是一位美国联邦调查局(FBI)的打字员。倒霉的两人随即被FBI立案调查，最后亨利和吉米、保利都锒铛入狱。为了保证在狱中的“安定”生活和狱外家庭的正常开销，亨利不得不买通狱警并偷偷向监狱里运送毒品。毒品带来的暴利这让亨利收入颇丰，以致其出狱后竟完全不顾保利告诫和禁止，瞒着家族私下买卖毒品，并开创了一条与匹兹堡之间的秘密运输线路。由于贩毒生意越做越大，托米与吉米也被亨利唆使并召入麾下，三人再次开始了疯狂的掘金活动。
与此同时，在1978年的12月，吉米和伙同其他黑帮成员密谋在肯尼迪国际机场劫持由德国汉莎航空公司（Lufthansa）所运载的一笔现金并最终成功，所获赃款高达600万美元。可事后的吉米因为手下的挥霍和鲁莽，担心还在假释期间的自己会被警方所关注而变得过分紧张与敏感，以致最终竟把涉案的同伙逐个地灭口以掩人耳目。吉米的信任仅仅限于托米与亨利二人。可不幸的是，当吉米和亨利正准备为托米能正式加入Lucchese家族而庆祝时，却传来了托米被家族所无情枪杀的消息，原来这个邀请仅仅是一个圈套，實是Lucchese家族為了向托米報復其殺死幫眾，而以家法處決了托米。吉米悲恸不已，因为他不但损失了一位极其信任的伙伴，而且本来想借托米而获得Lucchese家族所庇护的美梦也付诸东流。（因为吉米也有一半的爱尔兰血统，而非纯正的意大利裔，因此他和亨利都无法加入Lucchese家族而成为正式会员。）
此后，在电影中所记录的1980年5月11日，亨利陷入了一种灾难性的焦灼状态，这一天里他必须：与一个毒品交易头目接头；为其妻女以及身患残疾的弟弟做饭；安抚有严重毒瘾的情妇为其配制可卡因以便交易；说服迷信帽子能带来好运的保姆为其携带毒品通过机场安检；避开已经监视他好几个月的警方（他还未知警方追踪他的目的为何）等。影片中伴以四种不同风格的配乐，反衬出亨利零碎、疲惫、焦躁和几近崩溃的心理。当晚饭过后，正当他与保姆即将离开家启程去往机场的时候，二人在汽车中被警方团团包围。原来警方之前掌控了亨利进行毒品交易的过程，并迅速实施逮捕，好在关键时刻凯伦把大批可卡因倒入马桶，使得警方没有确实的证据指控亨利进行的毒品交易。然后凯伦又说服其父母抵押房产，倾注所有的钱换来亨利假释出狱。
此时的亨利已变得孤立无援：保利发现他贩毒已把他驱逐出家族；吉米也担心被警方严密监视的亨利会供出他600万美元劫案的事情。死亡的威胁，不名一文的困顿，昔日朋友的漠视使得亨利最终选择了投向联邦调查局，倒戈作为污点证人指证保利和吉米，目的是利用FBI的证人保护计划使得自己和家人得以苟活下来。影片最后，亨利感叹道，“我是个无名小卒，将以一个平庸的身份度过余生”（I'm an average nobody.I get to live the rest of my life like a schnook.）。
影片最后以字幕的方式记录下众人不同的下场：亨利与凯伦最终离婚，子女的监护权由凯伦获得；保利和吉米将在监狱中度过他们的余生；保利于1988年去世；吉米直到2004年才能获权假释。

## 演員
| 演员                                    | 角色                          | 原型                            |
| --------------------------------------- | ----------------------------- | ------------------------------- |
| 雷·利奥塔                               | 亨利·希尔 Henry Hill          | 亨利·希尔                       |
| 罗伯特·德尼罗                           | James "Jimmy the Gent" Conway | James Burke                     |
| 喬·派西                                 | Tommy DeVito                  | Thomas DeSimone                 |
| 罗林·布兰考                             | 凱倫·希爾 Karen Hill          | 凱倫·傅利曼·希爾                |
| 保羅·索維諾                             | Paul Cicero                   | Paul Vario                      |
| 法蘭克·希維羅                           | Frankie Carbone               | Angelo Sepe                     |
| 托尼·達羅                               | Sonny Bunz                    | Angelo McConnach                |
| Mike Starr                              | Frenchy                       | Robert McMahon                  |
| 法蘭克·樊尚                             | Billy Batts                   | William "Billy Batts" DeVino    |
| Chuck Low                               | Morrie Kessler                | Martin Krugman                  |
| Frank DiLeo                             | Tuddy Cicero                  | Vito "Tuddy" Vario              |
| Johnny Williams                         | Johnny Roastbeef              | Louis Cafora                    |
| 森姆·積遜                               | Parnell "Stacks" Edwards      | Parnell Steven "Stacks" Edwards |
| 法蘭克·阿多尼斯                         | Anthony Stabile               | Anthony Stabile                 |
| 凱瑟琳·史柯西斯                         | Tommy DeVito的母親            | Thomas DeSimone的祖母           |
| Gina Mastrogiacomo                      | Janice Rossi                  | Linda Coppociano                |
| 黛碧·梅瑟                               | Sandy                         | Megan Cooperman                 |
| Margo Winkler                           | Belle Kessler                 | Fran Krugman                    |
| Welker White                            | Lois Byrd                     | Judy Wicks                      |
| Julie Garfield                          | Mickey Conway                 | Mickey Burke                    |
| 偵探Ed Deacy                            | 他自己                        | 他自己                          |
| Christopher Serrone                     | 年輕的Henry Hill              | 年輕的Henry Hill                |
| 查爾斯·史柯西斯                         | Vinnie                        | Thomas Agro                     |
| Michael Vivalo                          | Nicky Eyes                    |                                 |
| Michael Imperioli                       | "Spider"                      | Michael "Spider" Gianco         |
| 托尼·西里科                             | Tony Stacks                   |                                 |
| 法蘭克·佩萊格里諾                       | Johnny Dio                    | Johnny Dio                      |
| Tony Ellis                              | bridal shop owner             | Jerome Asaro                    |
| Elizabeth Whitcraft                     | Tommy的女朋友                 | Theresa Ferrara                 |
| Illeana Douglas                         | Tommy的另一個女朋友           | Rosie                           |
| 托尼·鮑爾斯                             | Jimmy Two-Times               | Bobby "The Dentist"             |
| Assistant U.S. Attorney Edward McDonald | 他自己                        | 他自己                          |
| 東尼·立普                               | Frankie "the wop"             | Francesco Manzo                 |
| Joseph Bono                             | Mikey Franzese                |                                 |
| 凱文·考利甘                             | Michael Hill                  | Michael Hill                    |
| 托賓·貝爾                               | parole officer                |                                 |
| Henny Youngman                          | 他自己                        |                                 |
| Vito Picone                             | "Vito"                        |                                 |

## 拍攝背景
电影基本取材于1985年出版的纽约作家尼古拉斯·派勒吉（Nicholas Pileggi）的原创小说《Wiseguy》。此后尼古拉斯又与导演马丁·斯科塞斯共同创作了《盜亦有道》（Goodfellas）的剧本。影片最初计划于1986年开拍，可其间因为马丁·斯科塞斯要拍摄其另一部作品《基督的最后诱惑》（The Last Temptation of Christ）而被迫推迟。影片最终于1989年正式开拍，可当时《Wiseguy》已被拍成连续剧并采用“Wiseguy”为该连续剧名，因此电影最终被改名为“Goodfellas”。
在对演员的挑选上，马丁·斯科塞斯一方面重用了当时其“御用”的大牌演员罗伯特·德尼罗和乔·佩西，另一方面也从电视剧中提拔了雷·利奥塔和罗林·布兰考来饰演亨利夫妇。另外，马丁·斯科塞斯的母亲凯瑟琳·斯科塞西（饰演托米的母亲）与其父查尔斯·斯科塞西（饰演囚犯Vinnie）也参与了电影的拍摄。
影片中很多情节是即兴创作的。比如剧中那个著名的亨利和托米在酒吧对手戏，以及在托米家厨房其母亲与众人的对话，都是即兴拍摄的。因该影片中无休止的暴力与粗口情节（其中“Fuck”一词在电影中出现了246次），在试映期间电影与其制作商华纳兄弟曾遭受多方批评。但最终电影未受其影响，以未删节的版本被搬上银幕。

## 影響
优异的票房收益和影片所带来的一致好评使得马丁·斯科塞斯获得了其导演生涯中的再一次高峰。在1991年奥斯卡颁奖典礼中，《盜亦有道》共获奥斯卡“最佳影片”“最佳导演”“最佳改编剧本”“最佳男配角”“最佳女配角”“最佳剪辑”等6项提名，而乔·佩西也因成功饰演的托米一角而荣获该年度奥斯卡最佳男配角的殊荣。
直到今天，《盜亦有道》依然被认为是继《教父》（The Godfather）系列之后的另一部描述美国意系黑帮的经典之作，人物角色区别在于，前者讲述黑帮小弟，而后者讲述黑帮老大。在对黑帮生活的诠释中，马丁·斯科塞斯并没有过分渲染个人的浪漫英雄主义，取而代之的是更真实而本色地记录了黑帮成员的无情、狠辣、贪婪、猜忌、狂妄以及美国当时混乱和腐败的社会风气。这也与弗朗西斯·科波拉（Francis Ford Coppola）所执导的《教父》系列在风格和叙事手法上形成鲜明的对比。

## 史實對照
- 影片末尾向亨利与凯伦解释证人保护计划的演员正是当年为二人阐述该计划的人；

- 电影拍摄完毕后，由于吉米女儿凯西·柏克（Kathy Burke）的强烈抵制，使得电影中“吉米”的原型吉米·柏克（Jimmy Burke）最终被化名为其乳名吉米·康维（Jimmy Conway）；

- 托米在影片中被刻画得与亨利年纪相当，但在现实中他比亨利年轻7岁，而且是一个满脸髭须并且肌肉发达的高个子；

- 黑帮小头目保利在影片中也被美化，现实中的保利也如托米一样是一个凶狠而无情的人，但在影片中他一直被塑造成亨利的“家长”、好友以及精神领袖。

## 外部連結
- 互联网电影数据库（IMDb）上《盜亦有道》的资料（英文）
- 爛番茄上《盜亦有道》的資料（英文）
- Metacritic上《盜亦有道》的資料（英文）
- 豆瓣电影上《盜亦有道》的資料 （简体中文）
- Box Office Mojo上《盜亦有道》的資料（英文）
- AllMovie上《盜亦有道》的资料（英文）